# Romelfing
Romelfing là một xã trong vùng Grand Est, thuộc tỉnh Moselle, quận Sarrebourg, tổng Fénétrange. Tọa độ địa lý của xã là 48° 49' vĩ độ bắc, 07° 01' kinh độ đông. Romelfing nằm trên độ cao trung bình là 254 mét trên mực nước biển, có điểm thấp nhất là 227 mét và điểm cao nhất là 307 mét. Xã có diện tích 10,69 km², dân số vào thời điểm 1999 là 377 người; mật độ dân số là 35 người/km².

## Thông tin nhân khẩu
| 1962 | 1968 | 1975 | 1982 | 1990 | 1999 |
| ---- | ---- | ---- | ---- | ---- | ---- |
| 362  | 386  | 383  | 365  | 372  | 377  |